# Левкевич, Татьяна Алексеевна
Левкевич, Татьяна Алексеевна (6 декабря 1956, г. Борисов) — эстрадная певица, Заслуженная артистка России (2006).

## Биография
Родилась в Белоруссии, в рабочей семье. С детства мечтала стать певицей.
В 1971 поступила в Оршанское индустриально-педагогическое училище, г. Орша, которое окончила с отличием в 1975. В 1976 поступила в Белорусский государственный университет им. В. И. Ленина на исторический факультет. В 1978 перевелась на обучение в Московский государственный педагогический университет , который закончила в 1982 по специальности история. В 1979 поступила в Музыкальное училище им. Ипполитова-Иванова, которое окончила с отличием в 1983 по специальности пение.
В 1983 — принята на работу артисткой-исполнительницей народных песен в Калининскую областную филармонию (в настоящее время Тверская областная академическая филармония).
С 1984 — солистка-вокалистка Амурской областной филармонии. В составе ансамбля народных инструментов выступала перед строителями БАМа (Байкало-Амурская магистраль).
С 1985 — солистка-вокалистка Сочинской государственной филармонии.
Исполнительский диапазон Т. А. Левкевич обширен. В одинаковой степени виртуозно она исполняет аутентичный фольклор, народную и авторскую песню, городской романс, за что удостоена звания Дипломанта Всероссийского конкурса исполнителей советской песни «Сочи-86».
Обладая сильным и красивым голосом, солистка умело пользуется его возможностями и тембровыми оттенками от тончайшего пианиссимо и пауз до звучания фортиссимо в трагических местах и эпосе. Её вокальное мастерство в сочетании с актерским мастерством создают из музыкального произведения зримый художественный образ. Особенно это проявляется в исполнении фольклорных произведений без сопровождения. Авторский почерк проявляется в оригинальном композиционном построении, четко выверенной чистоте вокальной и актерской подачи каждого музыкального произведения и концертных номеров в целом. Просветительское содержание материала, искренность и убедительность исполнения, редкий для нашего времени патриотизм гармонично связаны с гражданской позицией автора.
Татьяна Левкевич создала более двадцати сольных программ, в том числе специальную программу на белорусском языке.
Т. А. Левкевич родоначальник нового концертного эстрадного жанра «Этнографическая миниатюра», который, по мнению музыкального критика кандидата искусствоведения, профессора Л. Н. Алексеевой, относится к интереснейшим образцам современного искусства. Созданная певицей программа «Женщины России» возвращает нас в Русь, где начинаешь понимать истоки характера русской женщины.
Т. А. Левкевич является автором сценариев и режиссёром-постановщиком этнографических праздников и постановочных режиссёрских концертных программ, которые успешно показаны на крупнейших концертных площадках:
- 2000 — концертная программа «Лидия Русланова. Женщина и легенда»[6];
- 2001 — Церемонии открытия и закрытия Международного Форума «За духовное единение человечества»;
- 2001 — «Русские спасы»;
- 2006 — «Русская свадьба»[7];
- 2007 — «Русская Масленица»[8];
- 2007 — «Троица. Зеленые святки».[9]

Гастрольные концертные выступления Т. А. Левкевич увидели зрители различных регионов Российской Федерации, Республики Беларусь, стран дальнего зарубежья — ГДР, ПНР, Монголия.Т. А. Левкевич является автором и руководителем Международного фестивального проекта «Современная цивилизация», который представляет собой комплекс этнографических фестивалей. С большим успехом в сентябре 2011 в г. Сочи прошёл организованный ею совместно с Администрациями Краснодарского края и г. Сочи, подразделениями Министерства культуры РФ, специалистами Российской Академии наук и Национальной Ассоциации телерадиовещателей I Международный этнографический фестиваль «Национальное наследие» и I Международная научно-практическая конференция «Диалог цивилизаций, народов и культур: проблемы и перспективы».

## Педагогическая деятельность
Т. А. Левкевич — доцент кафедры истории, культурологи и географии Сочинского государственного университета. Она является ведущим специалистом по славянской традиционной культуре. Ею разработаны и преподаются студентам авторские этнографические программы «Духовная традиция русской культуры» и «Быт и нравы восточных славян», сделан вклад в культурную программу ежегодного Всероссийского форума «Здоровье нации — основа процветания России», которую проводит в г. Москва Лига здоровья нации под руководством академика Л. Бокерия.

## Фильмография
Татьяна Левкевич снялась в художественных кинофильмах: «Курортный роман» (2001), «Стервы, или Странности любви» (режиссёр Владимир Фатьянов, 2004).
С 1985 года Т. Левкевич активно и плодотворно сотрудничает с Сочинской студией телевидения. Она создала и провела полнометражные авторские телевизионные программы «Бабушкин сундук» и «Свободный час», является частым гостем аналитических программ, посвященных истории, этнографии и музыкальному наследию этносов, населяющих г. Сочи: «День», «Встреча для Вас», «Наши знакомые», «Имя на афише».

## Награды и признание

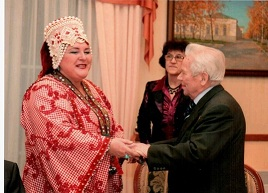
Татьяна Левкевич и генерал-лейтенант Михаил Тимофеевич Калашников на юбилейном торжестве в честь 90-летия со дня рождения знаменитого конструктора.

Т. А. Левкевич удостоена Государственных и Общественных Почетных званий и наград:
- Дипломант Всероссийского конкурса исполнителей советской песни «Сочи-86»;
- Лауреат XVII Всесоюзного фестиваля искусств «Белорусская музыкальная осень» (1987);
- Лауреат Общественной Российской женской премии «Орден Василисы» (1997);
- Почетное звание «Рыцарь науки и искусств» и диплом РАЕН (2001)[13];
- Почетная медаль Елены Блаватской и диплом Попечительского совета Международного фонда «За духовное единение человечества» (2001);
- Серебряная медаль Екатерины Дашковой — выдающегося государственного и общественного деятеля России и диплом РАЕН (2004)[14];
- Заслуженный артист Российской Федерации (2006)[15];
- Дипломы IV и V Всероссийских Форумов «Здоровье нации — основа процветания России». (2008, 2009);
- Нагрудный знак и диплом «За мужество и любовь к Отечеству» Международного общественного Фонда им. полководца Г. К. Жукова (2009);
- Диплом и памятная медаль Межрегионального общественного фонда им. М. Т. Калашникова (2009);
- Диплом Департамента науки и промышленной политики г. Москвы (2011);
- Золотая медаль и почетная грамота «За вклад в реализацию программ Лиги Здоровья Нации» (2011);
- Диплом и почетный знак Афро-Евразийской Академии Естественных Наук «За вклад в развитие диалога цивилизаций, народов и культур» (2011).

## Семья
В настоящее время Т. А. Левкевич проживает в г. Сочи. Муж Громов, Вячеслав Михайлович (1940—2004) — заслуженный артист РСФСР, лауреат премии Ленинского комсомола в области литературы и искусства. Дочь Дарья Громова — студентка Международного Университета природы, общества и человека «Дубна».

## Интересные факты
В составе команды РУДН Т.A. Левкевич стала чемпионом Летнего Кубка КВН 2007.